# Amazonská nížina
Amazonská nížina, též Amazonie, je nejrozsáhlejší nížina vytvořená říčními naplaveninami na Zemi. Rozkládá se na ploše 5 mil. km² v povodí řeky Amazonky v Jižní Americe od úpatí And až po Atlantský oceán. Je dlouhá 3500 km, a široká 2000 km.
Amazonská nížina je stará pánev mezi Guyanskou a Brazilskou vysočinou, která se postupně vyplňovala sedimenty. V prvohorách tvořila záliv Tichého oceánu (až 2 km mocné sedimenty), v druhohorách převážně již souš. Současná podoba říční sítě je z období pleistocénu. 

## Podnebí
Stálé horké a vlhké klima. Průměrné roční teploty 25–28 °C s malými ročními i denními výkyvy teplot. Více než polovina srážek vzniká přímo v Amazonské nížině vlivem výparu a následné kondenzace. O něco méně srážek přináší pasáty z Atlantského oceánu. Relativní vlhkost 80–100 %. Průměrné roční srážky 2000–3000 mm, na úpatí And rostou s nadmořskou výškou až do 2000 m n. m. (na úpatí And v jižní Kolumbii až 6000 mm).

## Biosféra
V Amazonské nížině je nejrozsáhlejší tropický les Země, pestré společenství stromů, keřů, bylin, lián a palem. Největší biologická rozmanitost na světě (4 000 druhů stromů, 120 000 druhů rostlin, z živočichů je nejrozmanitější zvláště ptactvo.

## Hospodářské využití
- Těžba dřeva: na začátku 20. století 5 mil. km² deštného lesa. Od 70. let 20. století nastalo rozsáhlé odlesňování (zpočátku asi 20 000 ha ročně, od poloviny 80. let až 50 000 ha ročně). Celkem je vykáceno přibližně 500 000 km², tj. 10 % z původní plochy.
- Hydroenergetické využívání splavných vodních toků v povodí Amazonky (zejména pro průmysl).
- Těžba nerostných surovin: bauxit, cín, mangan, železná ruda (zejména Brazílie).
- Stavba Transamazonské dálnice (podél orná půda využívaná zejména na pěstování kukuřice, cukrové třtiny, kakaa, juty a manioku).

## Environmentální problémy
Rozsáhlé odlesňování, ničení původní biodiverzity (biologické rozmanitosti) a ekologické rovnováhy, půdní eroze, vysídlení původního obyvatelstva (asi 1 milion na začátku 20. století, v současnosti asi 135 000).

## Galerie

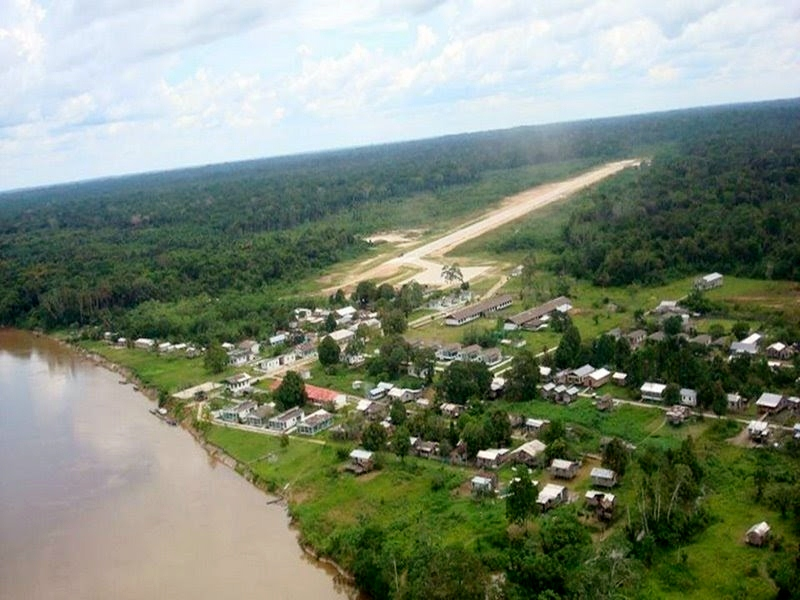
Krajina řeky Rio Içá u brazilského sídla Ipiranga
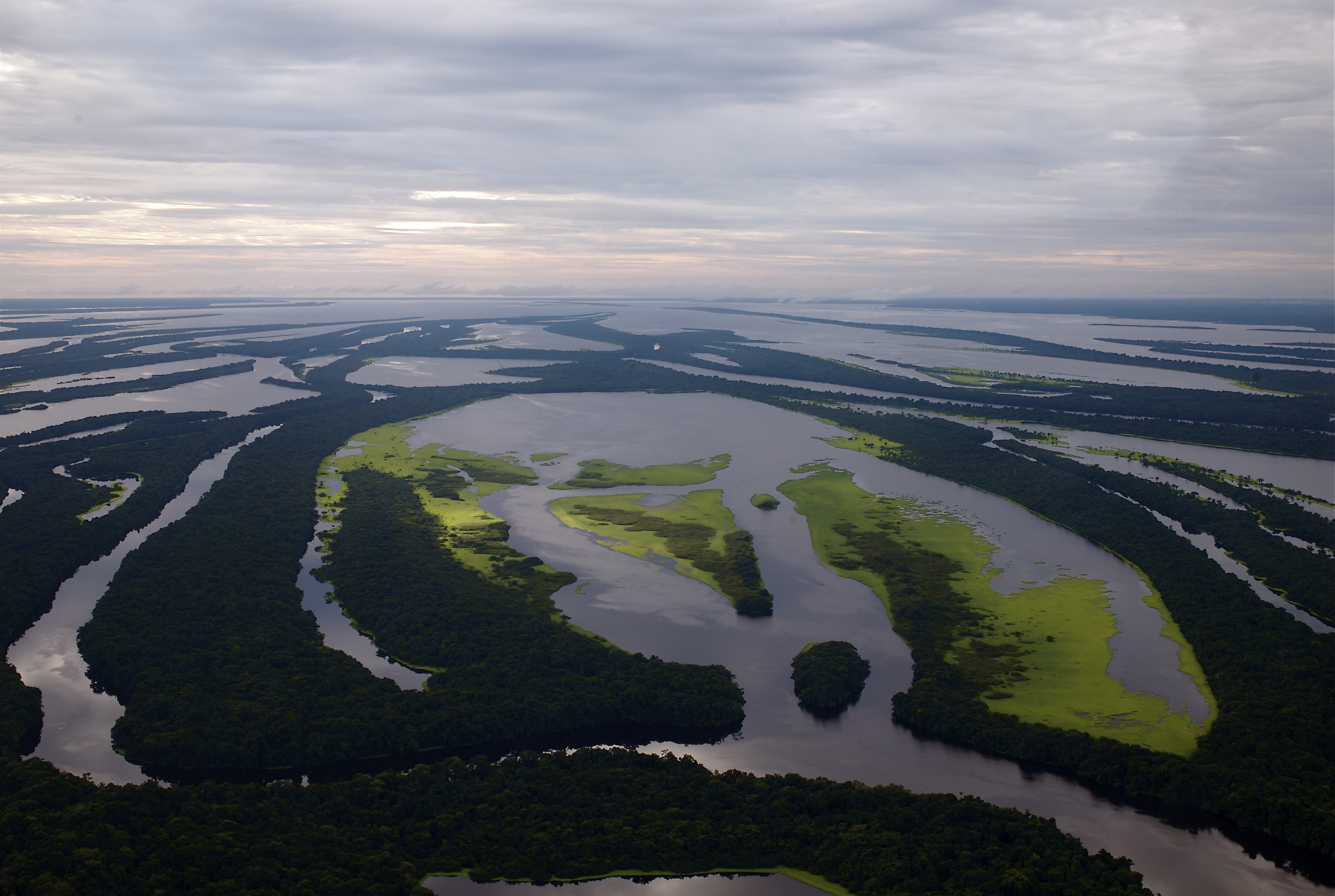
krajina Rio Negra